# Dualisme (politiek)
Dualisme is een politicologisch en staatkundig begrip waarmee men de taakverdeling tussen bestuur en volksvertegenwoordigers wil aanduiden. Het bestuur is er om te besturen, en de volksvertegenwoordigers dienen het bestuur te controleren ("De regering regeert; het parlement controleert"). In een duaal stelsel zijn deze taken strikt gescheiden. Idealiter hoort daarbij dat de volksvertegenwoordiging - ook de regeringspartijen - zich kritisch en onafhankelijk opstellen jegens het kabinet, de in Nederland gebruikelijke aanduiding voor de landsregering.

## Verband met de Trias Politica
De grondslag van het dualisme is te vinden in de Trias politica, ofwel de scheiding der machten, een concept dat werd ontwikkeld door de filosoof Montesquieu. Dit principe verdeelt de staatsmacht in drieën: de wetgevende macht, de uitvoerende macht en de rechterlijke macht. In Nederland is er echter geen sprake van een strikte scheiding, maar van een spreiding der machten, omdat de regering bijvoorbeeld zowel uitvoerende als wetgevende taken heeft. Het dualisme vloeit voort uit deze theorie en draagt bij aan de controle en het evenwicht binnen de democratie.

## Duaal stelsel
Een duaal stelsel wordt vaak gezien als methode om de politiek opener te maken, transparanter in het jargon, en daarmee aantrekkelijker. De kritiek op niet-dualistische besluitvorming is dat bestuurders vooraf hun voorstellen afstemmen met volksvertegenwoordigers in 'achterkamertjes' (in Nederland bijvoorbeeld in het torentjesoverleg), waardoor het openbare debat in gemeenteraad of parlement weinig betekenis zou hebben.
Sommigen vinden dat in de landelijke politiek soms het dualisme wordt beknot door de regeerakkoorden en loyaliteit ten opzichte van de coalitiepartner. Sommigen vinden dat door de soms broze regeringscoalities enige mate van afstemming tussen de coalitiepartijen nodig is.
In Nederlandse gemeenten zijn er sinds de ingang van de Wet dualisering gemeentebestuur (2002) enige wijzigingen doorgevoerd:
- wethouders zijn niet langer tegelijkertijd lid van de raad;
- wethouders hoeven niet meer eerst tot raadslid gekozen te worden. Het idee is dat men zodoende meer capabele bestuurders aan kan trekken;
- de gemeenteraad bestuurt niet langer mee maar richt zich meer op controle van het bestuur. Eén controle-instrument is de instelling van gemeentelijke rekenkamers.

Evenzo is er de Wet dualisering provinciebestuur.
1. ↑  Dualisme. JoJoschool (2 april 2024). Geraadpleegd op 14-8-2025.